# Sofia Karolina av Braunschweig-Wolfenbüttel
Sofia Karolina Maria av Braunschweig-Wolfenbüttel, tyska: Sophie Caroline Marie von Braunschweig-Wolfenbüttel, född 8 oktober 1737 i Braunschweig, död 22 december 1817, var markgrevinna av Brandenburg-Bayreuth genom sitt äktenskap med markgreve Fredrik III av Brandenburg-Bayreuth. 
Hon var dotter till hertig Karl I av Braunschweig-Wolfenbüttel och prinsessan Filippa Charlotta av Preussen, och därmed äldre syster till Anna Amalia av Braunschweig-Wolfenbüttel, hertiginna av Sachsen-Weimar-Eisenach.
I hennes ungdom fördes äktenskapsförhandlingar om ett äktenskap med prinsen av Wales, Georg av Storbritannien, den blivande kung Georg III. Förhandlingarna blev dock resultatlösa efter att prinsen och dennes mor motsatt sig äktenskapet och efter att Wilhelmine, markgrevinna av Brandenburg-Bayreuth avlidit 1758 kom hon istället att 1759 gifta sig med den betydligt äldre markgreve Fredrik III av Brandenburg-Bayreuth i dennes andra äktenskap. 
Till vigseln uppfördes en praktfull komediteater i Bayreuth (idag riven) och för hennes räkning uppfördes det italienska slottet, en flygel till Nya slottet i Bayreuth. Hon erhöll även slottet Colmdorf i Bayreuths utkant, som i samband med gåvan erhöll namnet Carolinenruhe. Äktenskapet varade i endast tre år fram till Fredrik III:s död och blev barnlöst. 
Sofia Karolina blev därmed änka vid 26 års ålder och valde slottet i Erlangen som änkesäte, där hon med sin hovstat var bosatt i 53 år utan att gifta om sig. "Markgrevinnan av Erlangen" företog resor, engagerade sig i Erlangens universitet och bjöd in studenter till sina middagar på slottet. Till hennes gäster hörde bland andra kung Fredrik Vilhelm II av Preussen vid två tillfällen. Hon engagerade sig särskilt i Erlangens musik- och teaterliv. Hon överlevde den siste markgreven Alexander av Brandenburg-Ansbach-Bayreuths abdikation 1791 och Frankens införlivande i kungariket Bayern 1806. Under det bayerska styret drogs delar av hennes förmögenhet in till staten. Hon avled 1817 och begravdes i kryptan i Neustadts kyrka i Erlangen.
Hennes bibliotek testamenterades till Erlangen-Nürnbergs universitetsbibliotek och ingår idag i dess samlingar.